# Taillis sous futaie
 (janvier 2013).
Si vous disposez d'ouvrages ou d'articles de référence ou si vous connaissez des sites web de qualité traitant du thème abordé ici, merci de compléter l'article en donnant les références utiles à sa vérifiabilité et en les liant à la section « Notes et références ».
Le taillis sous futaie est un régime sylvicole hautement anthropique qui mélange le régime de futaie (arbre à tige unique, issus d’un semis) et le régime de taillis (arbre à tiges multiples, issues de rejets de souche, marcottage…). On y trouve donc deux niveaux de végétations bien distincts.

## Éléments historiques
On établit traditionnellement l’origine de ce régime sylvicole à une décision de Colbert, contrôleur général des finances de Louis XIV, via l’ordonnance de 1669 sur les « Eaux et Forêts » : pour favoriser la production de bois d’œuvre pour la construction (notamment navale), et de bois de chauffage, il est établi un régime dit de « taillis sous futaie » avec un peuplement généralement composé de chênes (pour la construction navale) et de taillis diversifié.
L’approche TSF était par principe normative, imposant un nombre de tiges par catégories futaie/taillis, avec la perspective de réaliser régulièrement des coupes d’exploitation sur la partie taillis (tous les 20 ans environ), ainsi que des coupes rases sur la partie futaie (tous les 25 ans environ). Le but était de maximiser le rendement des parcelles, notamment en bois de chauffage ou d’usages divers (manches d’outil, charbonnette et charbon de bois, bois-énergie pour le chauffage, les fours d’usines et d’artisans, etc.). Le taillis sous futaie permettait donc autrefois de produire intensément, au prix d’une gestion agressive des peuplements (coupes rases, stress intense sur la biodiversité).
La démocratisation des sources d’énergie alternatives au bois, telles que le charbon, le gaz, le pétrole et plus tard, l’électricité, ont progressivement diminué l’importance stratégique du régime TSF dans la gestion forestière locale et nationale. La norme n’ayant pas toujours été respectée dès l’origine, puis étant devenue de facto obsolète, les peuplements TSF sont devenus des taillis avec réserves (TAR), autrement dit des peuplements toujours bi-étagés en taillis sous futaie, mais conduits et exploités sans répondre à une norme précise.
Cette évolution des usages et donc des débouchés d’exploitation a peu ou prou entraîné la disparition stricto sensu du régime TSF dans la plupart des pays d'Europe, où il a été remplacé par le régime de futaie régulière, puis irrégulière (à partir des années 90). Toutefois, il existait encore à la fin du XXe siècle un fort héritage du régime d’exploitation forestière TSF, de nombreuses parcelles gardant la trace de cette approche (localisation, densité et étagement des peuplements, traditions de gestion…), notamment dans les chênaies. En France, en 1920, 40% environ des bois de feuillus de l'État étaient traités en taillis sous futaie, contre 29% en 2013, alors même que la surface forestière concernée a augmenté de plus de 50%.

## Structure

### Réserve TSF
La réserve (ou futaie) est caractérisée par :
- Structure inéquienne
- Reproduction sexuée (semis)
- Exploitation périodique composée
- Concurrence : croissance libre

Le taillis est caractérisé par :
- Structure équienne
- Reproduction asexuée (rejets de souche, marcottage…)
- Exploitation périodique simple (recépage)

### TSF et peuplement irrégulier
La structure du taillis sous futaie n’implique pas nécessairement un régime d’exploitation avec coupes rases. Il peut permettre au peuplement de rester globalement inchangé au fil du temps, à condition de suivre un cadencement adéquat pour les coupes d’exploitation (par analogie avec les futaies jardinées au sens strict). De façon générale, ceci se traduit par :
- un taillis coupé de façon régulière tous les 10-15 ans maximum
- une futaie irrégulière et équilibrée
- un équilibre entre la surface occupée par le taillis et celle occupée par la futaie

Dans ce cas, les arbres de réserve sont en permanence en croissance libre et ne connaissent donc jamais l'apparition de gourmands.

## Avantages et inconvénients du taillis sous futaie
Bien que globalement dépassé, le régime d’exploitation TSF n'a pas que des désavantages : il permet, à faible coût et sans devoir faire de lourds investissements comme dans le cas de la futaie régulière, d'assurer un revenu régulier lié à la vente du bois.
Toutefois, il n'est plus adapté à l'économie actuelle, où le bois-bûche est moins recherchée au profit de pellets ou plaquettes. Il ne permet de produire que de petites quantités de bois d'œuvre (de qualité variable, allant des plus basses qualités aux qualités merrain et tranchage) : les faibles qualités proviennent notamment du fait que les rotations de taillis étaient ont été maintenues bien trop longues depuis des décennies (exposées brutalement à la lumière, certaines espèces, dont le chêne, développent des gourmands qui nuisent à la qualité du bois).
De plus, il est parfois difficile d'obtenir une bonne régénération naturelle de la futaie, difficulté accrue par l'allongement progressif des rotations. Beaucoup de taillis-sous-futaie ont ainsi évolué vers des structures où la futaie n'était plus assez développée, donc pas rentable.

## Autres appellations
Les taillis avec réserve, héritiers des taillis sous futaie historiques, peuvent être catégorisés selon :
- la surface occupée par les réserves : on parle de taillis avec réserves « riches » (réserves nombreuses) ou « pauvres »
- le type de régularisation des réserves : on parle de régularisation dans les petits bois, bois moyens ou gros bois.

Un gestionnaire forestier pourra donc décrire un peuplement comme suit : « taillis avec réserve riche, régularisé dans les bois moyens. »

## Conversion
Les anciens taillis sous futaie, devenus taillis avec réserves, peuvent être convertis aussi bien en futaie régulière qu’en futaie irrégulière — dans le second cas pour évoluer par exemple vers une gestion de type Prosilva, qui cherche à retrouver une forêt hétérogène et mélangée caractérisée par une certaine naturalité (gestion dite « proche de la nature », au sens de proche du fonctionnement naturel non-anthropique — close to nature en anglais).
Le seul pré-requis est que la réserve soit suffisamment riche (diversifiée et importante en proportion du peuplement total). Si tel n'est pas le cas, la conversion du taillis avec réserves reste possible si le taillis comporte suffisamment de brins d'essences nobles, auquel cas il pourra être balivé.

### Sources
- Forêt Privée Française, Document sur la conversion des taillis-sous-futaie
- Sylvère Aubry et Patrick Druelle, « Histoire du taillis sous futaie ou la résurrection d'un mort qui reste à tuer », essai bibliographique et critique, domaine des Barres, Nogent-sur-Vernisson, 1987,  70 p.